# Teleologi
Teleologi er læren (græsk λόγος (logos)) om processers hensigt eller formål (græsk τέλος (telos)). Teleologi betyder kort sagt formålsrettethed eller formålsårsag.
I skolastikken antog man, at alle ting har en iboende tendens til at virkeliggøre sit eksistensgrundlag. Enhver hændelse kunne dermed tolkes som meningsfuld, fordi den havde som mål at opnå hensigten bag den pågældende tings eksistens. Den ontologiske position: at alle processer er teleologiske, dvs. har et dybere formål, kaldes finalisme.
I biologien er teleologiske forklaringer blevet erstattet af teleonomiske forklaringer, fordi biologiske processer og tilpasninger ser ud som om de har et mål i fremtiden, mens de egentlig har en årsag i fortiden.
Formålsårsagen er en del af den platonske forestillingsverden, og dermed en del af dialektikken.